# El Mural del Clima
El Mural del Clima (en francés: La Fresque du Climat) es una asociación civil nacida en Francia, basada en la ley francesa de 1901 de las A.C, fundada en diciembre de 2018, impulsada por la ambición de sensibilizar al mayor número posible de personas sobre las cuestiones climáticas a través de su taller educativo y colaborativo, apto para todos los públicos.
Difundido y animado por la comunidad de Muralistas, el taller utiliza la inteligencia colectiva y permite comprender las causas y consecuencias del cambio climático en 3 horas. La herramienta se basa en un conjunto de 42 tarjetas, traducidas a más de 45 idiomas, cuyo contenido proviene de informes científicos del GIEC (Grupo Intergubernamental de Expertos sobre el Cambio Climático, o IPCC por sus siglas en inglés).

## Historia
El taller del Mural del Clima fue creado en 2015 por Cédric Ringenbach, exdirector de The Shift Project de 2010 a 2016, durante un curso basado en los trabajos del GIEC. La dinámica del proyecto nace el 26 de marzo de 2018 al final de un taller organizado en el Pôle Léonard de Vinci (París, Francia) con 900 estudiantes, guiados por 30 facilitadores.
En diciembre de 2018, después de tres años de desarrollo, se creó la asociación civil para difundir el taller, apoyar y capacitar a la comunidad de facilitadores.
El Mural del Clima es miembro asociado de la Oficina Europea de Medio Ambiente.

## Desarrollo del taller

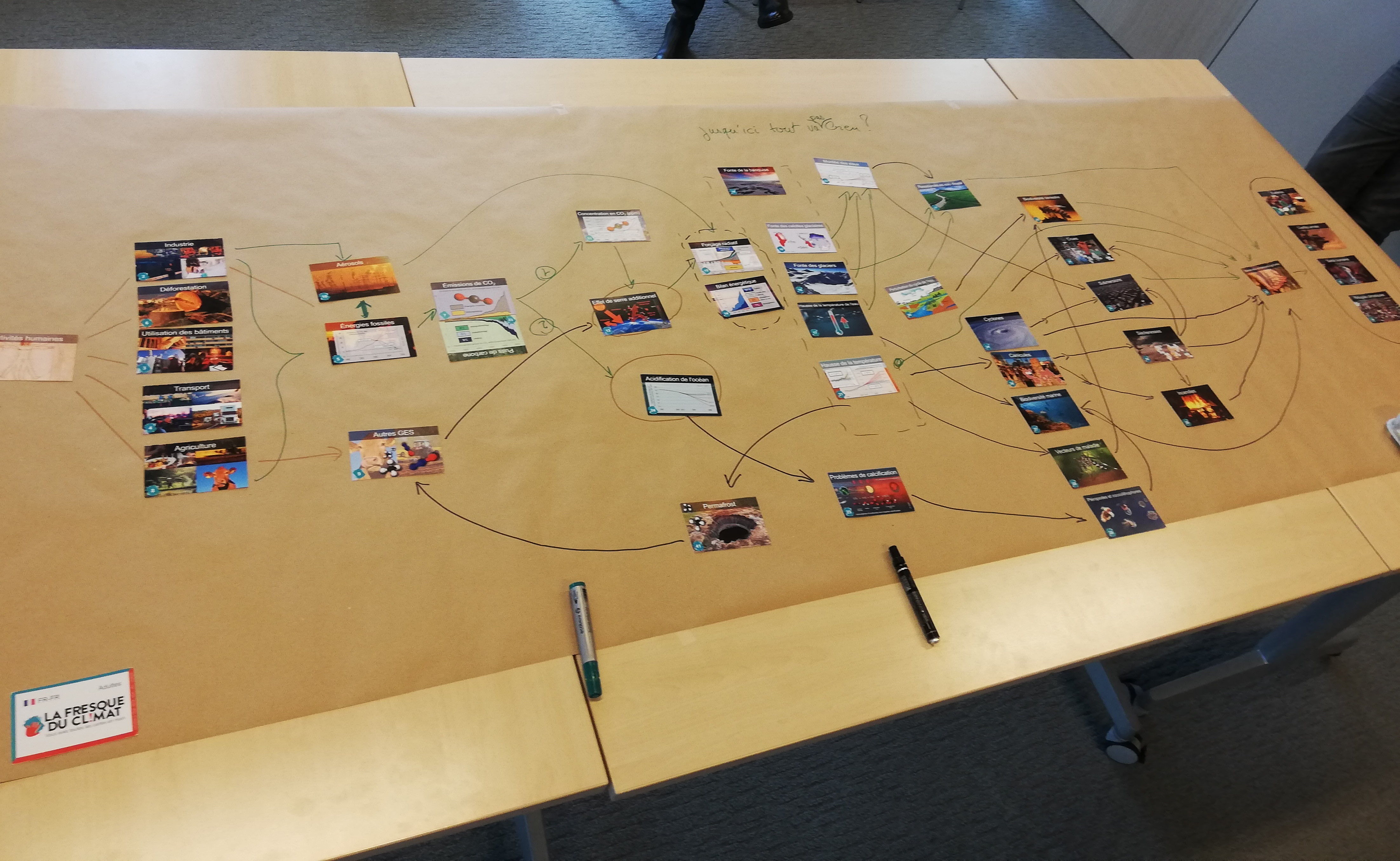
Ilustración de la primera fase de un Mural del Clima.

Con una duración de 3 horas, el taller se estructura en tres fases.

### Reflexión
Esta primera fase consiste en construir colectivamente el mural conectando las 42 cartas según vínculos de causa y consecuencias   tal como lo presenta el IPCC en sus distintos informes.

### Creatividad
Para esta segunda fase artística, los participantes hacen suyo el mural, soltando su creatividad e imaginación, así como le ponen un título.

### Debriefing, intercambio
La última fase consiste en intercambiar, con un enfoque benévolo, las propias emociones y posiciones permitiendo que cada participante exprese sus sentimientos. Luego, se busca generar vías para soluciones individuales y colectivas que se puedan implementar para luchar contra el cambio climático.

## Público objetivo
La participación en los talleres está abierta a todo tipo de público: público en general, dentro de organizaciones como establecimientos educativos, sector público y empresas.
El taller se ofrece en escuelas segundarías, preparatorias y en las universidades desde septiembre de 2019 como parte del proyecto Rentrée climat. En febrero de 2021, más de 30.000 estudiantes de educación superior participaron en el taller.
En el mundo empresarial, Suez es la primera empresa que anunció su colaboración con el Mural del Clima en junio de 2020 para dar el taller a sus 90.000 empleados en todo el mundo. A este anuncio le sigue el de EDF, que colabora con la asociación para proporcionar talleres a sus 165.000 empleados.
Los mandatarios públicos y la población en general también forman parte del público objetivo. El Mural del Clima (así como el taller “2 toneladas”) forman parte de los talleres “prueba” para los directores de la Función Pública en Francia, en el marco de la formación de los directivos de la función pública francesa (función pública estatal, función pública territorial y función pública hospitalaria) después de la decisión de la primer ministro francesa Élisabeth Borne en 2022. La parte Sensibilización de la formación de los 25.000 directivos de la función pública y, al final, de los 2.5 millones de servidores públicos, corre a cargo de un grupo de organizaciones formado por el Mural de la Biodiversidad, Nicomak y OpenLande.
En febrero de 2022, ya habían participado mil participantes en EEUU. Además de personas, empresas, redes de antiguos alumnos, la embajada de Francia, el consulado de Francia en Nueva York, varias escuelas y universidades (UC Berkeley, Columbia, MIT) lo han llevado a cabo, en particular con fines de team building.
El 5 de abril de 2023, la asociación anunció que se había alcanzado la meta del millón de personas sensibilizadas.

## El Mural Quiz
El Mural Quiz es una forma de conocer a la asociación y el taller en un lugar de paso o ferias, ya que parte de las tarjetas del Mural del Clima ya están colocadas sobre un soporte vertical, tapadas para hacer adivinar a los participantes los mecanismos del cambio climático.

## Murales Amigos
Tras el éxito del Mural del Clima. el formato del taller es adoptado y adaptado por varias otras estructuras sobre otros temas. Los primeros surgieron en 2019 (alimentos, biodiversidad, océanos, etc.). Se han identificado más de 70 talleres y algunos abordan temas que no están relacionados con el cambio climático o cuestiones ambientales No existe a priori ningún “convenio marco” para los Murales Amigos: “Aunque se basan en una metodología similar, estos talleres y estos murales son diferentes e independientes del Mural del Clima”.

## Reservas
Según fr:Reporterre, El Mural del Clima ha tenido una gran aceptación por parte de las empresas de la bolsa francesa (CAC40) que desean formar a sus empleados por 3 € por participante y el media considera que “la iniciativa destaca más por su rentabilidad que por su eficacia en la lucha contra el cambio climático”. Si bien muchos animadores son voluntarios, algunos son animadores profesionales independientes y cobran entre 1.000 € y 1.500 € por animar un Mural del Clima (algunos profesionales también llevan a cabo talleres de forma voluntaria). Algunos animadores profesionales podrían alcanzar los 6.000 € de facturación mensual La licencia exige que los facilitadores independientes paguen “el 10% del importe facturado a la asociación y el 20% en caso de que la asociación sea la que vendió el taller”
Según Le Lierre, una red medioambiental de profesionales de la acción pública creada en 2019, la formación de los directivos de la función pública con el Mural del Clima y el taller de 2 toneladas "no se enfoca en lo más importante". Esta red explica que “si es evidente que hay que abordar la cuestión climática, sólo puede presentarse como integrada en la cuestión de “lo vivo”, que precede el cambio climático y lo supera.” Además de estas cuestiones de preservación de las especies animales y vegetales, Le Lierre también solicita que los directivos de la función pública sean sensibilizados sobre la finitud de los recursos necesarios para transformar la economía y alcanzar el objetivo de la neutralidad de carbono neutralidad de carbono en 2050.